# 埃里克·坎坦
埃里克·坎坦（法語：Éric Quintin，1967年1月22日—），生于普罗旺斯地区艾克斯，法国男子手球运动员。他曾代表法国国家队参加1992年夏季奥林匹克运动会手球比赛，获得一枚铜牌。